# MADE Clothing
MADE Clothing est une entreprise de vêtements créés par Joel et Benji Madden du groupe de musique Good Charlotte. Les vêtements sont portés par les membres du groupe. En 2006, la collection change de nom pour DCMA Collective.